# Willem Cornelis de Groot

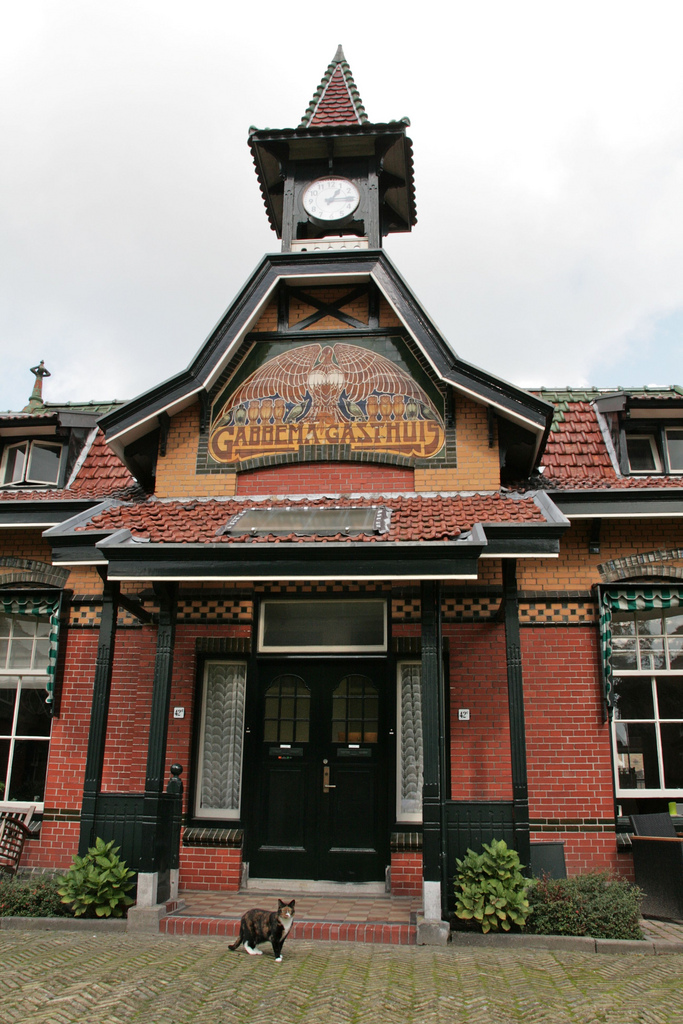
Het Gabbemagasthuis in Leeuwarden

Willem Cornelis de Groot (Hollum, 6 oktober 1853 - Leeuwarden, 19 juli 1939) was een Friese architect. Als ontwerper van arbeiderswoningen, boerderijen, schuren en winkelhuizen in Friesland wordt hij beschouwd als een van de belangrijkste Friese architecten van het begin van de 20e eeuw. In opdracht van Woningvereeniging Leeuwarden ontwierp hij aan het begin van de 20e eeuw drie buurten in Leeuwarden: de Oud-Indische Buurt, de Saskiabuurt en de Hollanderwijk.

## Biografie
W.C. de Groot werd op 6 oktober 1853 geboren in Hollum op Ameland. In 1866 verliet hij het ouderlijk huis om het timmermansvak te leren in Zaandam. Na een verblijf van vijf jaar in Zaandam vestigde hij zich in 1871 als timmerman in Leeuwarden. Als enige zoon van de familie hoefde hij niet in militaire dienst, waardoor hij de mogelijkheid kreeg verder te leren. Hij trad in dienst bij bouwkundige Jacob Izaaks Douma. Nadat hij bij Douma praktijkervaring had opgedaan, mocht hij zich in 1877 bouwkundige noemen. In datzelfde jaar trouwde hij met de kleermakersdochter Hendrikje (Rika) van der Kam.
In 1881 maakte De Groot in opdracht van het Sint Anthony Gasthuis zijn vroegst bekende werk, namelijk de ‘oostelijke’ stolpboerderij aan Lytse Geast 23. Daarna volgden grote en kleine projecten elkaar snel op, zoals het Diakonessenhuis (1894), het Gabbemagasthuis (1906), een boerderij waarin het Fries Landbouwmuseum is gevestigd, de Juliana-vleugel van het Nieuw Sint Anthonygasthuis  (1910) en volkswoningbouwcomplexen als de Oud-Indische buurt (1908), de Saskiabuurt (1909) en de Hollanderwijk (1914), alle in Leeuwarden. De Groot is jarenlang huisarchitect bij het Sint Anthony Gasthuis in Leeuwarden (1887-1930) en het Poptaslot in Marssum (1893-1910). Verder vervult hij allerlei nevenfuncties die te maken hebben met zijn beroep als architect. Zo is De Groot van 1894-1919 secretaris en voorzitter van de Friesche Bouwkring en bestuurslid en/of bouwkundig adviseur van de Christelijke HBS, het Ritske Boelema Gasthuis, het Diakonessenhuis en Woningvereeniging Leeuwarden. Ook is hij vijftig jaar lang onderhoudsarchitect van de Nederlands-hervormde gemeente.
De Groot overleed 19 juli 1939 op 85-jarige leeftijd. Hij werd onder grote belangstelling begraven op de Noorderbegraafplaats in Leeuwarden.

## Stijlkenmerken
Aanvankelijk werkte De Groot in de stijl van het eclecticisme, een mengvorm van verschillende stijlen zoals de renaissance en het classicisme. Vanaf 1881 kiest De Groot voor de neorenaissance, die teruggrijpt naar de bouwkunst van de Gouden Eeuw.
Na de eeuwwisseling vindt er een stijlkentering plaats in het werk van De Groot. Hij laat de neostijl achter zich om verder te gaan in de vernieuwingsstijl, een stijl die tegen de art nouveau of jugendstil aanleunt. De vernieuwing in het werk van De Groot is vooral zichtbaar in de frisse materiaalkeuze en de toepassing daarvan. Kleurige perssteen of verblendsteen en accenten van kleurig geglazuurde steen zijn karakteristiek in zijn oeuvre. Het duidelijkst komt dit tot uiting in het Gabbemagasthuis te Leeuwarden.

## Belang van De Groot
De Groot heeft met zijn architectuur – direct en indirect – in belangrijke mate het aanzicht van steden, dorpen en platteland in Friesland omstreeks 1900 bepaald. Voor Leeuwarden is De Groot bekend als de architect van karakteristieke gebouwen zoals het Diakonessenhuis (1894), de Juliana-vleugel van het Sint Anthony Gasthuis (1910) en het Gabbemagasthuis (1906). Deze gebouwen vormen hoogtepunten in de vernieuwingsstijl in Friesland.
Daarnaast heeft De Groot een groot aantal boerderijen gebouwd of verbouwd in opdracht van particulieren en de gasthuizen waarvoor hij huisarchitect was. Dankzij de stilistische en typologische vernieuwingen die De Groot hierbij heeft doorgevoerd is hij toonaangevend geweest in de ontwikkeling van nieuwe boerderijentypologieën in Friesland.
Ten slotte vormden de lezingen die De Groot gaf over onder andere de ontwikkeling van het Friese boerenhuis en experimentele boerderijenbouw een inspiratiebron voor andere architecten, bouwkundig opzichters en timmerlieden in Friesland.

## Kunstwerk
In 2002 is hij in Leeuwarden geëerd met een kunstwerk van beeldend kunstenaar Walter Baas en werd tevens het plantsoen waaraan dat werk staat naar De Groot vernoemd: het W.C. de Grootplantsoen.

## W.C. de Groot-project
In 2009 organiseerde het Fries Museum een expositie over De Groot. In het kader van dit project verscheen in dat jaar ook een monografie over W.C. de Groot bij de Friese Pers Boekerij.